# 小行星2837
小行星2837（2837 Griboedov）是一颗围绕太阳公转的小行星。1971年10月13日，柳德米拉·切爾尼赫在克里米亚发现了此天体。
該小行星以俄羅斯劇作家亞歷山大·格里鮑耶陀夫命名。
这颗小行星的绝对星等为356.9245781172823等。